# Limonium frederici
Limonium frederici ist eine Pflanzenart aus der Gattung der Strandflieder (Limonium) in der Familie der Bleiwurzgewächse (Plumbaginaceae).

## Merkmale
Limonium frederici ist ein ausdauernder Halbstrauch oder Zwergstrauch, der Wuchshöhen von 10 bis 16 Zentimeter erreicht. Der Stängel ist glatt und gabelig verzweigt mit dünnen Ästen. Die Laubblätter messen (16) 18 bis 22 (35) Millimeter, sind verkehrtherzförmig und an der Spitze deutlich ausgerandet. 
Die Ähren sind locker, 10 bis 60 Millimeter lang und mit 3 abwärts gebogen. Je Zentimeter ist ein ein- bis dreiblütiges Ährchen vorhanden. Das innere Tragblatt ist 5 bis 7 Millimeter groß. Der Kelch ist 7 Millimeter groß und zwischen seinen Rippen flaumig behaart.
Die Blütezeit reicht von Juni bis August.

## Vorkommen
Limonium frederici kommt in der Kardägäis vor. Die Art wächst auf Kalkfelsen und Felshängen an der Küste in Höhenlagen von 0 bis 60 Meter.

## Belege
- Ralf Jahn, Peter Schönfelder: Exkursionsflora für Kreta. Mit Beiträgen von Alfred Mayer und Martin Scheuerer. Eugen Ulmer, Stuttgart (Hohenheim) 1995, ISBN 3-8001-3478-0, S. 226–227.